# Strandpriemkever
De strandpriemkever (Cillenus lateralis) is een keversoort uit de familie van de loopkevers (Carabidae). De wetenschappelijke naam van de soort werd in 1819 gepubliceerd door George Samouelle.